# Polska (album Chłopców z Placu Broni)
Polska – album zespołu Chłopcy z Placu Broni wydany w 2000 roku nakładem wytwórni Scena FM / Pomaton EMI.

## Lista utworów
źródło:
| Nr  | Tytuł utworu                        | Długość |
| --- | ----------------------------------- | ------- |
| 1.  | „Kosmos 2018”                       | 2:31    |
| 2.  | „Pocztówka z Krakowa”               | 3:33    |
| 3.  | „Staszek”                           | 6:12    |
| 4.  | „Huragan”                           | 4:24    |
| 5.  | „Nie mów nie”                       | 3:05    |
| 6.  | „Boję się chłodnego lata”           | 2:31    |
| 7.  | „Teraz i na zawsze”                 | 3:09    |
| 8.  | „Będę kochał cię jak Bóg”           | 2:07    |
| 9.  | „Zmień się sam”                     | 5:47    |
| 10. | „Podatki”                           | 4:21    |
| 11. | „Superglina”                        | 5:04    |
| 12. | „Niepodległość”                     | 3:41    |
| 13. | „Piosenka piłkarska”                | 3:20    |
| 14. | „Ostatnie solo”                     | 3:36    |
| 15. | „Jesteś śliczna”                    | 3:31    |
| 16. | „Nie chciałem śpiewać tej piosenki” | 9:48    |
| 17. | „Kocham Cię”                        | 1:26    |
| 18. | „Karmelicka 17/8”                   | 2:47    |
|     |                                     | 1:10:53 |

## Twórcy
źródło:.
- Bogdan Łyszkiewicz – śpiew, gitara, instrumenty klawiszowe
- Piotr Dariusz Adamczyk „Franz Dreadhunter” – gitara basowa, instrumenty klawiszowe
- Andrzej Bańka – gitara
- Mateusz Masior – perkusja

gościnnie
- Tomasz Augustynowicz – śpiew
- Dominik Bąk – śpiew
- Sławomir Berny – kotły
- Jakub Bohosiewicz – śpiew
- Christian Boniarz – saksofon
- Krzysztof Filus – instrumenty klawiszowe
- Piotr Jankowski – śpiew
- Jacek Królik – śpiew
- Krzysztof Krupa – perkusja
- Bartłomiej Mazur – śpiew
- Piotr Rękawik – śpiew
- Marcin Szaforz – śpiew
- Krzysztof Szekalski – śpiew